# Lebensader Wupper
Koordinaten: 51° 15′ 35,4″ N, 7° 8′ 47,9″ O

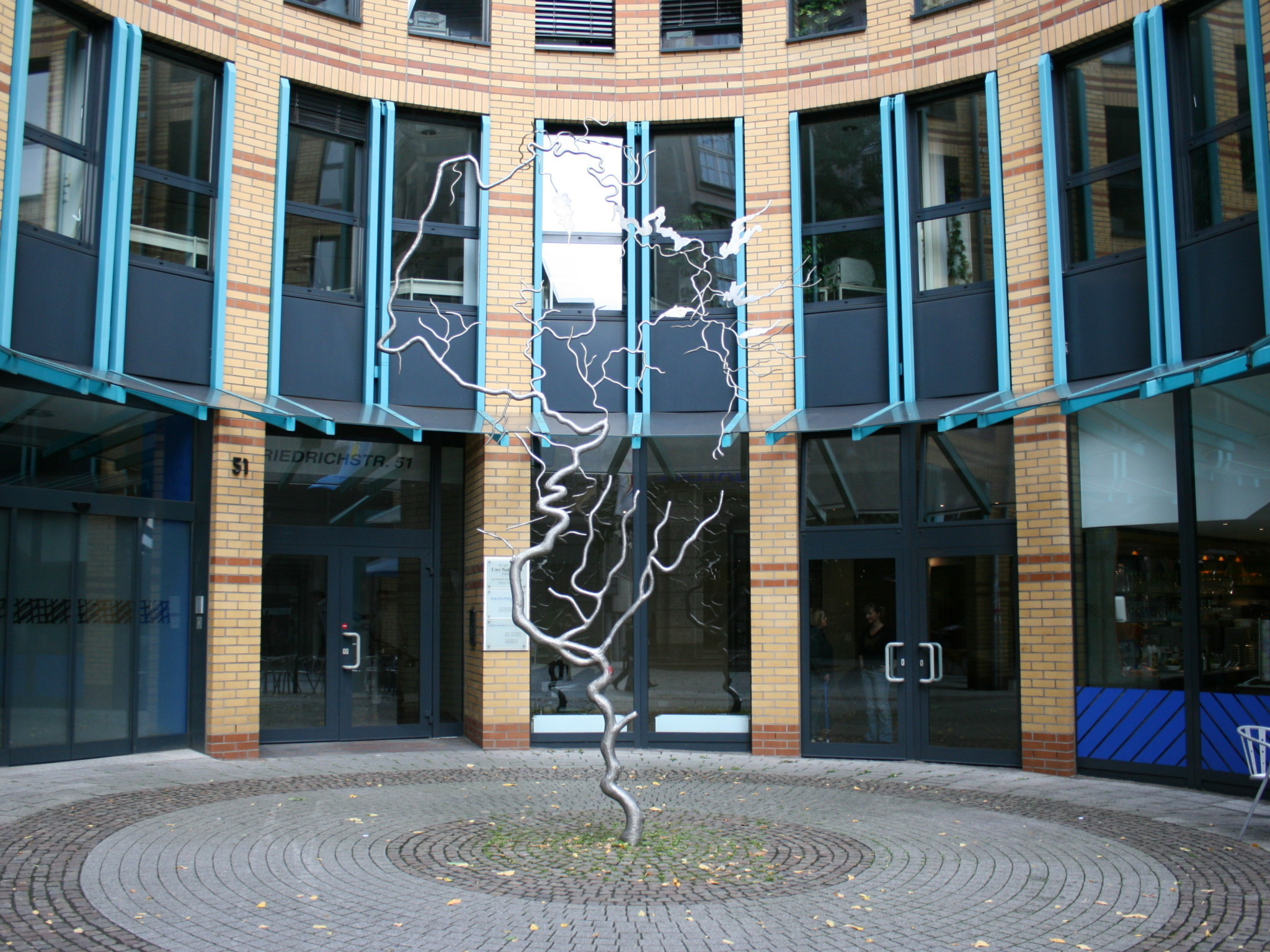
Lebensader Wupper

Die Lebensader Wupper (alternative Namen Wupperlauf, Wupper oder Lebensader ) ist eine Skulptur des britischen Bildhauers Tony Cragg in Wuppertal.

## Lage
Die Skulptur steht vor den Friedrich-Arkaden in der Elberfelder Friedrichstraße gegenüber dem Elberfelder Rathaus und der Rathaus-Galerie.

## Beschreibung
Durch ihre Form erinnert die Lebensader Wupper an einen Baum. Die filigrane Edelstahlskulptur zeichnet jedoch recht naturalistisch den Weg der Wupper und ihrer Zuflüsse wie Bever, Neye und Kerspe als Lebensader des Bergischen Landes nach. Die Wupper fließt von Osten von der Quelle in Marienheide im Oberbergischen Kreis nach Westen nach Leverkusen. Die Mündung in den Rhein bei Leverkusen-Rheindorf bildet hier die Basis und den Übergang zum Fundament. Dadurch ist die gewohnte Darstellung des Gewässers, wie man sie von Karten kennt, um 90 Grad gedreht. Die Talsperren im Gewässersystem der Wupper – zehn sind dargestellt – sind in der Skulptur als Flächen berücksichtigt. Craggs Werke kennt man meist als wuchtige und zugleich fein ausbalancierte Erscheinung; die Lebensader Wupper hingegen ist in ihrer Machart ein eher ungewohntes Werk des Künstlers.

## Geschichte

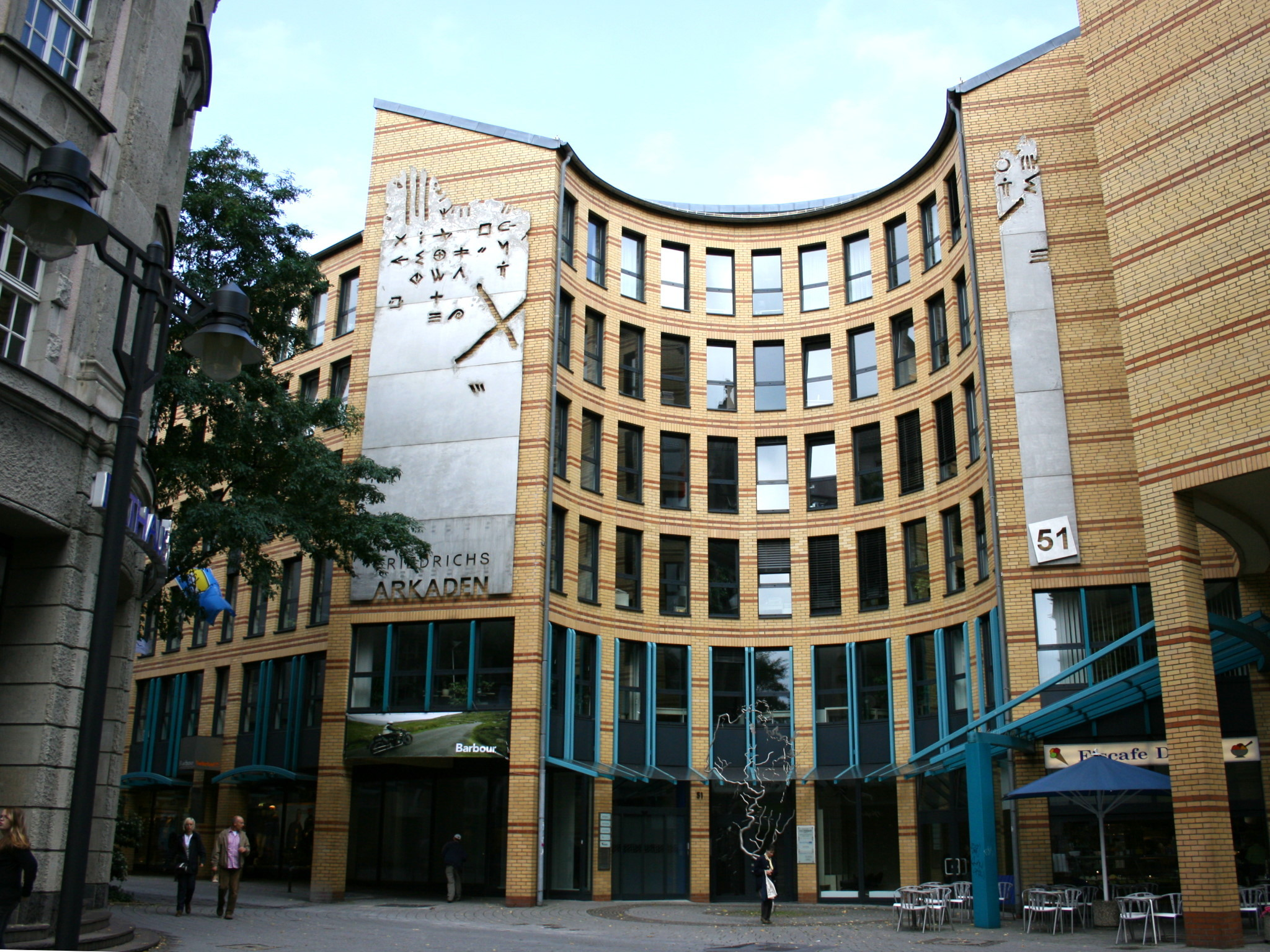
Umfeld der Skulptur

Die Lebensader Wupper wurde am 21. Oktober 1997 vor den neu errichteten Friedrich-Arkaden aufgestellt. Es war das dritte Werk des Künstlers im öffentlichen Raum Wuppertals. Auf Vorschlag des Projektentwicklers Thomas Gerlich wurde es von der Westfälischen Provinzial-Versicherung, Eigentümerin der Friedrich-Arkaden, erworben. Bei der Einweihung des Werkes würdigte der damalige Oberbürgermeister Hans Kremendahl in seiner Ansprache die Entwicklung des Stadtbilds an der Friedrichstraße und den in Wuppertal lebenden Künstler.
Im Jahr nach der Aufstellung, im März 1998, musste Cragg die Skulptur wegen beginnender Oxidation ausbessern und nachbeizen. Tony Cragg entschloss sich während der Reparatur aber zu einer kompletten Neuerstellung, die er stabiler fertigte und so gestaltete, dass sich niemand daran verletzen kann. Dadurch wurden neue Genehmigungen notwendig, weshalb sich die Neuaufstellung bis zum März 1999 verzögerte.
Im März 2002 wurde die Skulptur gesäubert.